# Jožef Pavlin
Jožef Pavlin, slovenski kipar in podobar, * 6. marec 1875, Naklo, † 1914, Galicija.
Pavlin je v Naklem rojeni podobar, ki je nekaj časa deloval v Radovljici in leta 1914 brez sledu izginil v bojih v Galiciji.
Po končani ljudski šoli se je 5 let učil pri J. Vurniku v Radovljici, nato še poldrugo leto delal v njegovi delavnici in nato v Ljubljani dokončal še 3. in 4. letnik umetno-obrtne strokovne šole pri prof. A. Ganglu. Kot vojak je bil skoraj 3 leta rezbar in vodja polkovne šole v Osijeku. Spomladi 1900 je z Vurnikom prepotoval Italijo, jeseni šel na Dunaj, in čeprav ga na akademijo niso sprejeli, je pol leta poslušal predavanja o anatomiji. V tem času je napravil modele za kipe velikega oltarja na Brezjah. Leta 1902 je bil kratek čas na umetno-obrtni strokovni šoli v Bolzanu, potem prepotoval Južno Tirolsko, šel v Innsbruck, München, Salzburg in se vrnil k Vurniku. Tu je napravil večino kiparskih del v kamnu in lesu za cerkve na Bledu, Brezjah, Novi Štifti, Bočni in nekaj portretov v marmorju. Po Vurnikovi smrti 1911 je prevzel njegovo delavnico. Napravil je spomenik škofa Pogačarja na Breznici, po Peruzzijevem načrtu nagrobnik pesnika A. Medveda na Žalah v Kamniku in po načrtu prof. arh. I. Vurnika marmorni oltar za škofovsko kapelo v Trstu. Na trgu v Radovljici pa je postavil spomenik Josipini Hočevarjevi iz Krškega, ki je bila radovljiška rojakinja in dobrotnica.